# Bad Bentheim
Bad Bentheim – miasto uzdrowiskowe położone w Niemczech, w kraju związkowym Dolna Saksonia, w powiecie Grafschaft Bentheim. Dnia 31 grudnia 2018 roku liczyło 15 486 mieszkańców.
W mieście znajduje się stacja kolejowa oraz Zamek Bentheim z początku XI wieku.

## Współpraca
Miejscowość partnerska:
- Wolkenstein, Saksonia